# 영동대교
영동대교 (永東大橋)는 서울특별시 성동구 성수동, 광진구 자양동과 강남구 청담동을 잇는 총연장 1,065m의 한강 다리이다. 영동대로에 속해 있고, 영동대로의 종점인 북단 교차로에서 동일로와 연결된다. 마포대교, 잠실대교에 이어 한강에 건설된 7번째 다리로, 1973년 11월 8일 개통되었으며 준공 당시 한창 개발중이던 강남 지역을 바로 연결함으로써 강남 개발을 촉진시키는 데 기여하였다.

## 명칭 유래
영동 (永東)이라는 명칭은 영등포의 동쪽에 있는 지역이라는 뜻으로 붙여진 이름으로, 1970년대 강남 개발 당시에 강남이라는 이름이 자리잡기 전 붙여진 이름이다. 강원도 영동 지방이나 충청북도 영동군, 그리고 영동고속도로와는 전혀 관련이 없고, 영동이라는 이름은 현재 강남으로 대체되었으며, 영동대로나 영동고등학교 등 지역 시설물 일부에 남아 있고, KT에서는 영동 ICC라는 시설명으로 강남 대신 영동을 사용하고 있다.

## 주변 지역과 교통
영동대교 북단의 성동구 지역은 주택가와 공장 지대가 밀집해 있고, 광진구 지역은 주택가와 건국대학교, 세종대학교 등 대학이 위치해 있다. 남단은 강남의 동부 지역으로, 청담동과 삼성동, 코엑스 등이 위치해 있어 많은 유동인구가 있는 지역이다. 영동대교는 강북에서 강남 동부 지역으로 이동하는 간선축에 위치한 다리로 상시 교통량이 많은 다리 중 하나로 꼽힌다. 1999년 인근에 청담대교가 새로 생겼으나, 청담대교 남단은 바로 동부간선도로로 연결되어 수서동에서나 진출할 수 있기 때문에 사실상 강남으로의 통행은 영동대교만 담당하고 있다.
강변북로의 진출입은 모든 방향으로 가능하나, 올림픽대로는 강일 나들목 방면으로 진출이 불가능하기 때문에, 성수대교나 잠실대교를 이용하여야 한다.

## 이 도로의 번호
이 도로는 국도 제47호선이다. 노원구까지 계속 직진하면 국도 제3호선이 연결되고, 국도 제6호선으로 가는 사거리에서 왼쪽으로 가면 국도 제47호선이다.

## 노래
영동대교를 소재로 하여 1985년 가수 주현미가 《비내리는 영동교》라는 노래를 발표하였다.